# 新谷陣屋

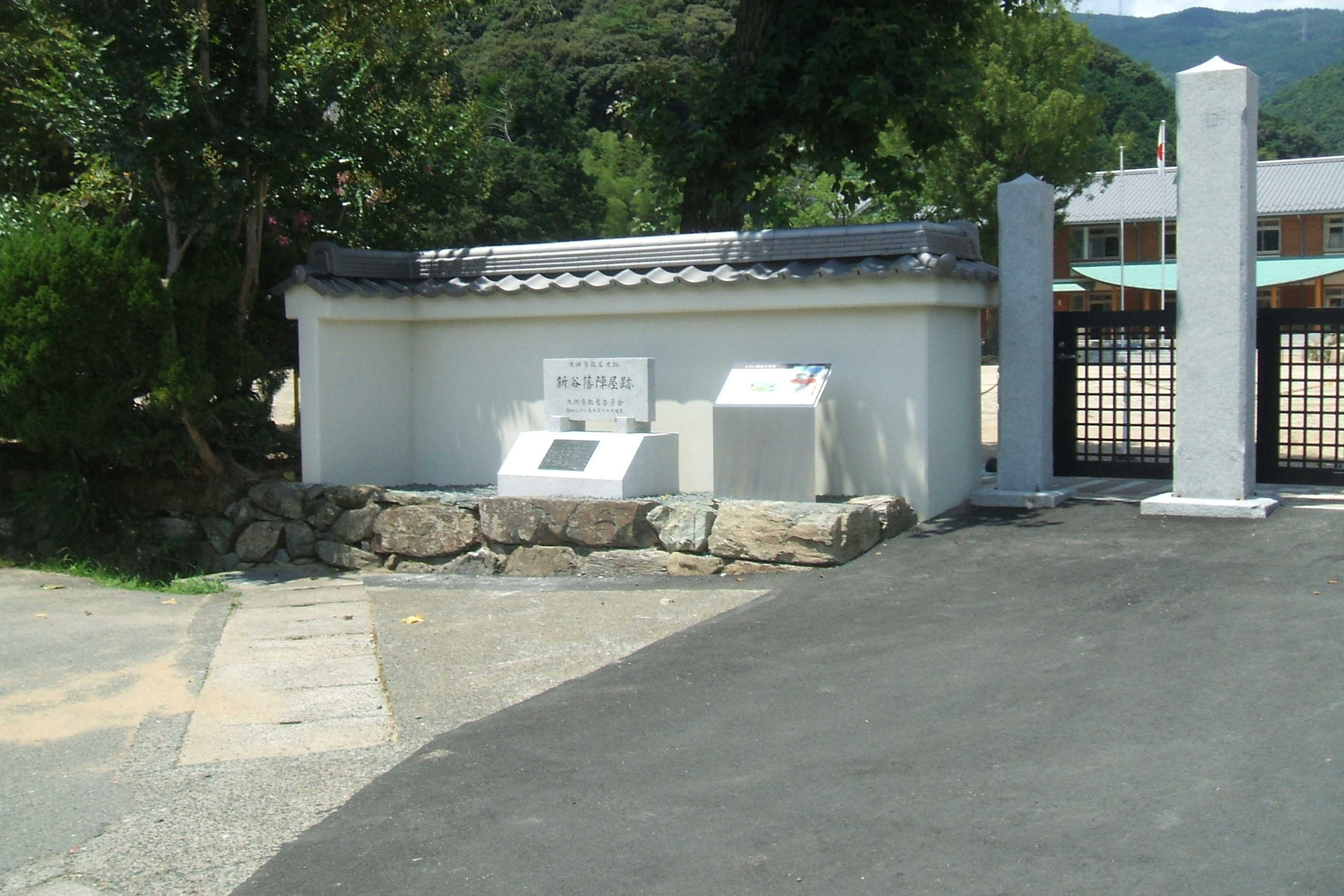
新谷陣屋の記念碑（新谷小学校校門脇に所在）

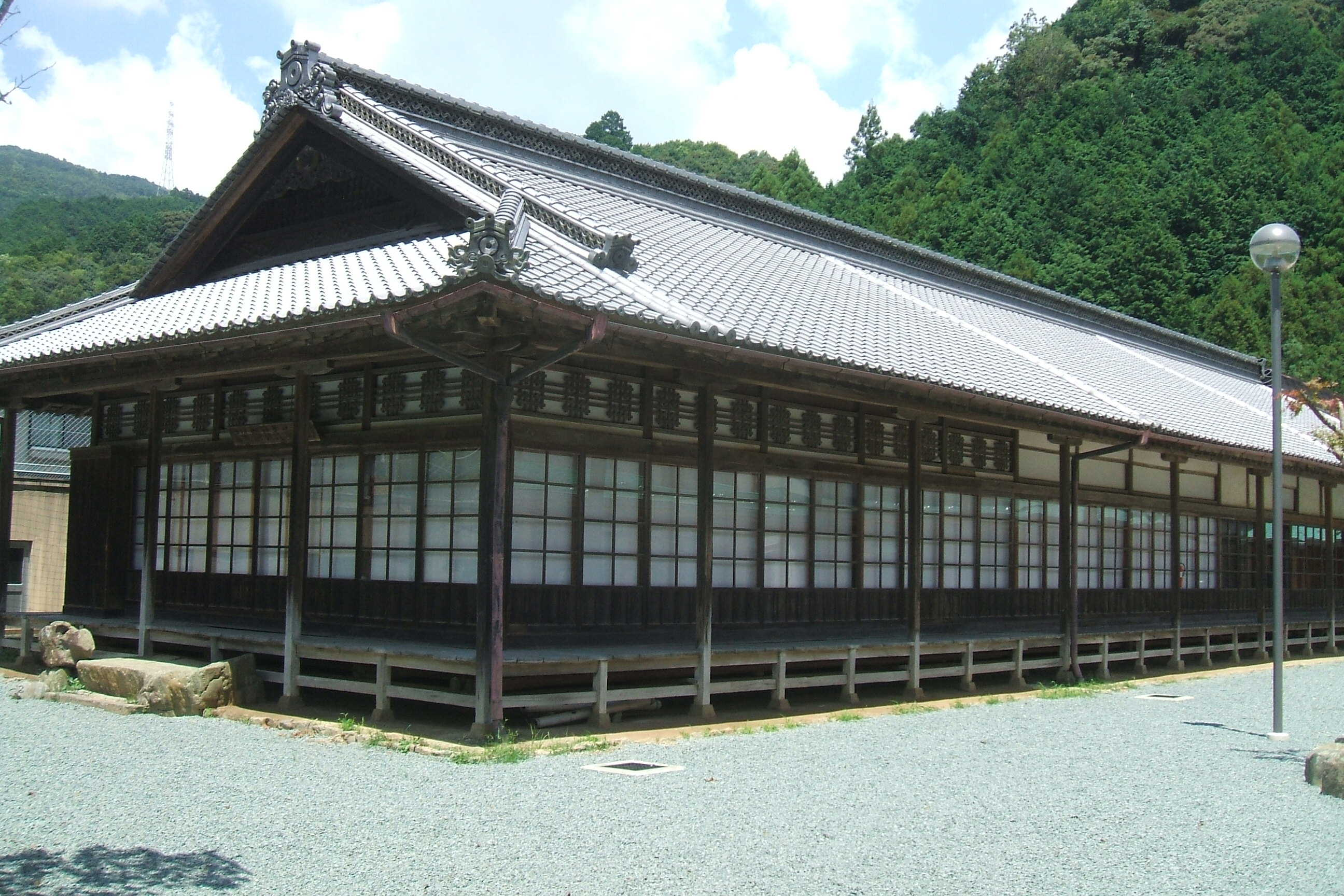
麟風閣

新谷陣屋（にいやじんや）は愛媛県大洲市新谷村（伊予国喜多郡）に置かれた陣屋で、大洲藩から分知された新谷藩の藩庁である。

## 概要
豊臣秀吉に仕えた甲府24万石を与えられた加藤光泰の嗣子で伊予大洲藩6万石の藩祖となった加藤貞泰は、関ヶ原の戦いでは東軍に属し島津軍と戦った。その後慶長15年（1610年）、美濃黒野藩4万石から伯耆米子藩6万石に移封された。大坂の陣では徳川方に属し、元和3年（1617年）に伊予大洲6万石の藩主となった。
寛永9年（1632年）、第2代藩主泰興の弟・直泰は幕府より1万石の分知の了承を得て、新谷藩が立藩した。寛永19年（1642年）、新谷の地に陣屋を構えた。江戸時代後期になると数々の災害に見舞われ、一時は宗家の大洲藩が藩政を見ることになったりした。
そういった苦難にもかかわらず新谷藩加藤氏は9代続き、泰令（やすのり）の代に明治維新を迎えた。廃藩置県後は新谷県庁舎として使用された。

## 遺構
遺構として、御殿麟風閣（愛媛県指定文化財）があり、また、陣屋のあった敷地は明治時代になると、幾つかに分けて売却され、金蔵がかろうじて現存している。現在陣屋のあった敷地は新谷小学校となっている。

## 所在地
- 愛媛県大洲市新谷甲190

- 大洲市新谷町 - 地理院地図
- 新谷藩陣屋跡 - Google マップ

## アクセス
- JR内子線新谷駅下車、徒歩10分前後